# 2015 год в науке
2015 год был объявлен Организацией Объединённых Наций Годом почв, а также Годом света и световых технологий.

## События

### Январь
- 2 января — в исследовании, опубликованном в журнале Science показано, что один белок может частично создать другой белок из аминокислот без генетических инструкций[3].

- 5 января

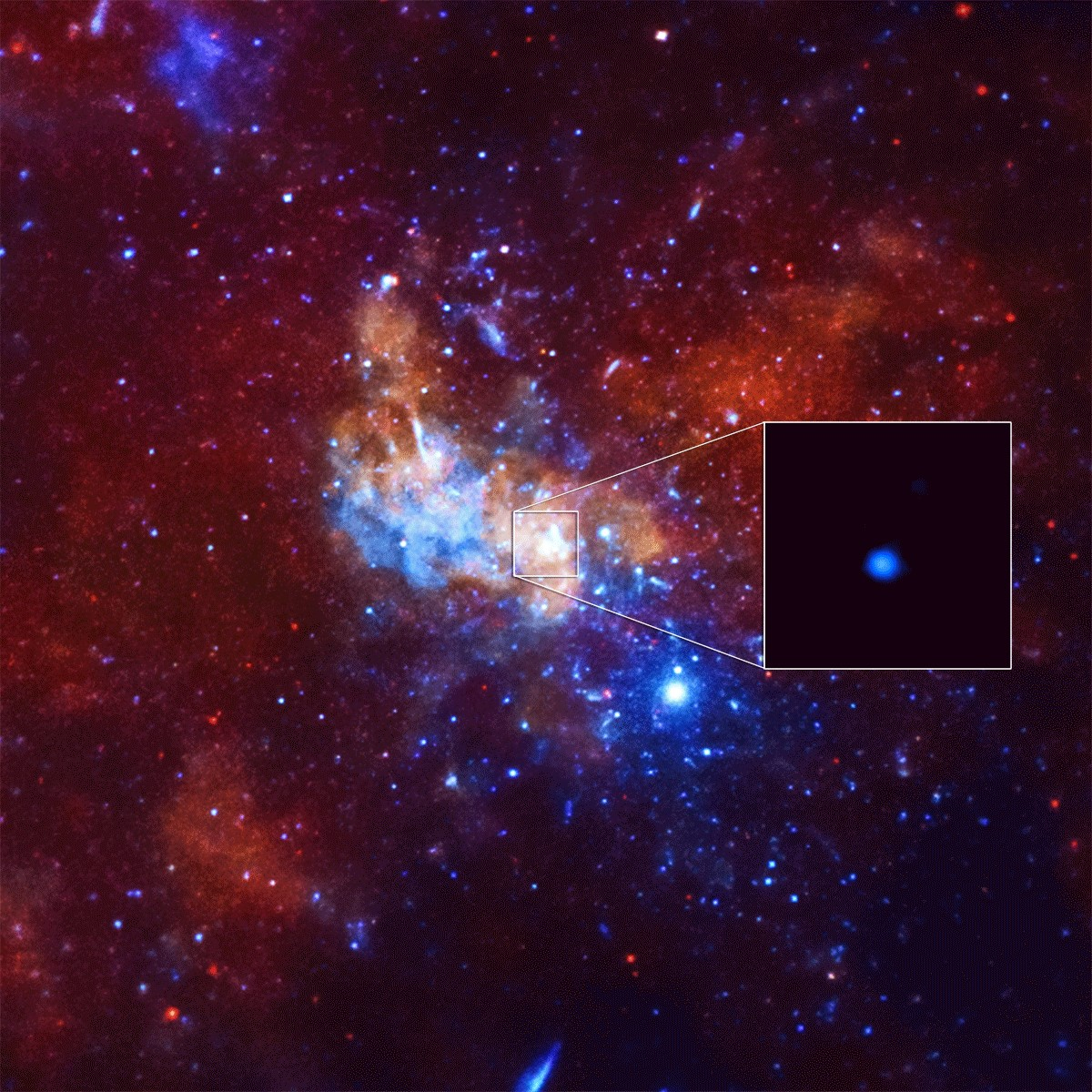
Вспышка рентгеновских лучей в супермассивной чёрной дыре Стрелец A* в центре галактики Млечный Путь

  - НАСА сообщило о рекордной вспышке рентгеновских лучей, в 400 раз более сильной, чем обычно, в супермассивной чёрной дыре под названием Стрелец A* в центре галактики Млечный Путь[4][5].
  - Учёные нанесли на карту геном гренландского кита и определили гены, ответственные за его двухсотлетний срок жизни, наибольший среди млекопитающих[6][7][8][9].
  - Японское метеорологическое агентство объявило 2014 год самым тёплым за всю историю[10][11].
  - Учёные разработали препарат, который ускоряет метаболизм мыши и способствует снижению веса и уменьшению количества жира[12][13][14]. Испытания на людях могут быть начаты через два года[15].
  - Согласно исследованиям, землетрясение в штате Огайо в марте 2014 года вызвано гидравлическим разрывом пласта[16][17].
- 8 января — американские учёные создали новый тип антибиотика — тейксобактин[18].
- 26 января — НАСА сообщило о прохождении астероида (357439) 2004 BL86 диаметром 0,5 км на расстоянии 1 200 000 км от Земли[19].
- 31 января — старт исследовательской миссии SMAP, предназначенной для измерения влажности почвы Земли[20].

### Февраль

#### Без точных дат
- Группа исследователей из США, Европы, Чили и Южной Африки заявила, что около 70 тысяч лет назад в границы Солнечной системы вторглась другая звезда. Красный карлик звезда Шольца прошла через внешнюю часть Солнечной системы, известную как облако Оорта. Впервые эта звезда была идентифицирована как относящаяся к классу ближайших к Солнцу немецким астрономом Ральфом-Дитером Шольцем в 2013 году. Звезду Шольца в облаке Оорта сопровождал коричневый карлик[21].

### Март
- 5 марта — космический аппарат Dawn достиг Цереры и перешёл на круговую орбиту вокруг этой карликовой планеты[22].
- 14 марта — хирурги в Южно-Африканской Республике провели первую в мире успешную операцию по пересадке пениса[23].
- 20 марта — полное солнечное затмение, видимое на севере Атлантического океана[24].
- 27 марта — с космодрома Байконур стартовал космический корабль Союз ТМА-16М для годичного пребывания в космосе. Состав экипажа — Геннадий Падалка, Михаил Корниенко и Скотт Келли[25].

#### Без точных дат
- Открытие явления послойного течения масс льда ледникового покрова Антарктиды[26].

### Апрель
- 5 апреля — после ремонта и модернизации вновь запущен Большой адронный коллайдер[27].
- 11 апреля — начался второй этап работы Большого адронного коллайдера на увеличенной энергии столкновений — 13 ТэВ[28].
- 13 апреля — анализ данных с марсохода «Кьюриосити» указывает на возможность существования жидкой воды на Марсе[29].
- 17 апреля — опубликованы фотографии считавшихся вымершими мартышек, принадлежащих к подвиду красный колобус Бувье[30].
- 20 апреля — в Египте российские археологи обнаружили легендарные «белые стены» Мемфиса[31].
- 27 апреля — американская компания SpaceX запустила в космос первый туркменский спутник[32].
- 30 апреля — в завершение миссии космического аппарата «Мессенджер» по исследованию Меркурия НАСА разбило АМС MESSENGER о поверхность Меркурия[33].

### Май
- 6 мая — в донных осадках Атлантического океана найден микроорганизм Lokiarchaeota из надцарства архей, заполняющий брешь между прокариотами и эукариотами[34][35].
- 14 мая — в статье американских теоретиков предложена идея нового сверхпроводящего детектора, который позволит почувствовать частицы тёмной материи с массами в мегаэлектронвольтном и даже килоэлектронвольтном диапазонах, расширяя тем самым область поисков на 4—5 порядков[36].
- 21 мая — бейтсовская мимикрия у змей может способствовать возникновению репродуктивной изоляции[37].
- 26 мая — в поисках новых лекарств для лечения немелкоклеточного рака легких изучен эффект подавления метилтрансферазы EZH2. В раковых клетках из опухолей с инактивированным продуктом гена BRG1 или с гиперактивированным EGFR ингибиторы EZH2 существенно повышали чувствительность к химиотерапевтическому препарату этопозиду. Результаты работы открывают новые возможности для прецизионной терапии рака[38].
- 31 мая — самолёт на солнечных батареях «Солар Импульс-2», пилотируемый швейцарцем Андре Боршбергом, отправился в полёт через Тихий океан[39].

### Июнь
- 2 июня — в статье международной группы исследователей описан сложный процесс метастазирования при раке простаты. Получены новые данные о молекулярных механизмах развития устойчивости к терапии, которые могут быть полезны для разработки новых лекарственных средств, блокирующих пути развития устойчивости[40].
- 3 июня — в Большом адронном коллайдере начались столкновения частиц на максимальной мощности в 13 тераэлектронвольт (ТэВ), что ознаменовало начало нового этапа работы установки после длительного перерыва[41].
- 13 июня — в 22:28 центральновропейского времени зонд Филы, связь с которым была потеряна после посадки 12 ноября 2014 года на комету 67P/Чурюмова — Герасименко, вышел на связь и в течение 85 секунд передал около 300 пакетов данных. По первым сведениям, температура зонда −35 градусов Цельсия, поступаемая мощность — 24 ватта. Ученые ждут следующего контакта для получения более полных данных[42].
- 22 июня — учёные выяснили, что в квантовой системе из большого числа частиц, находящейся в поле тяжести, произойдет декогеренция за счет эффекта гравитационного замедления времени[43].

### Июль
- 14 июля
  - В Большом адронном коллайдере совершили открытие новой элементарной частицы — пентакварка (эксперимент LHCb)[44].
  - Космический аппарат НАСА «Новые горизонты» прошёл мимо Плутона[45].
- 23 июля
  - Запуск пилотируемого космического корабля «Союз ТМА-17М» с экипажем в составе Олега Кононенко, Кимия Юи и Челла Линдгрена (США). Состоялась стыковка корабля с МКС[46].
  - Ученые НАСА объявили об открытии Kepler-452b, первой землеподобной экзопланеты, обнаруженной на орбите обитаемой зоны солнцеподобной звезды[47][48].
- 30 июля — астрономы подтвердили существование ближайшей экзопланеты-суперземли HD 219134 b[49].

### Август
- 12 августа — открыт новый, пятнадцатый, тип пятиугольного паркета[50].
- 26 августа
  - Опубликованы результаты научной работы, в которой описан новый вид игуанообразных из верхнего мела на территории Бразилии — Gueragama sulamericana, и пересматривается эволюция ящериц на древнем сверхконтиненте Гондвана[51][52].
  - В работе английских ученых открыт и описан механизм, посредством которого предотвращается включение в ДНК модифицированных производных цитозина. Но самым значительным результатом работы представляется то, что показана принципиальная возможность использовать усиленную экспрессию цитидиндезаминазы при ряде злокачественных опухолей — известный механизм устойчивости к противораковым препаратам — для лечения рака[53].
- 29 августа — на Гавайских островах начался марсианский эксперимент, который продлится год. В течение этого времени шесть человек будут находиться в изолированном куполе диаметром 11 метров и высотой шесть метров[54].

### Сентябрь
- 13 сентября — частное солнечное затмение[англ.], видимое в Южной Африке и части Антарктиды[55].
- «Росатом» начал промышленное производство МОХ-топлива на своём Горно-химическом комбинате в Железногорске, Красноярского края, сделав тем самым шаг к замкнутому ядерному топливному циклу и двухуровневой атомной энергетике с использованием тепловых реакторов и реакторов на быстрых нейтронах[56].
- 28 сентября
  - Данные межпланетной станции Mars Reconnaissance Orbiter подтвердили, что наблюдаемые на Марсе «повторяющиеся удлинённые структуры[англ.]» появляются благодаря солёной воде в жидком состоянии[57].
  - Индийская организация космических исследований запустила «Astrosat», первый астрономический спутник Индии[58].

### Октябрь
- 21 октября — космический телескоп Кеплер обнаружил поглощение крупной скальной планеты белым карликом, известным как WD 1145 + 017, что приводит к потере до 40 % светимости с периодами от 4,5 до 4,9 часа. Впервые непосредственно доказано наличие тяжёлых химических элементов в оптическом спектре звёзд этого типа[59][60].

### Ноябрь
- 12 ноября — в Чили прошла церемония закладки первого камня самого большого в мире телескопа[61].
- 13 ноября — объявлено об открытии первого гамма-пульсара PSR J0540-6919, лежащего за пределами нашей галактики[62].

### Декабрь
- 2 декабря — с космодрома Куру при помощи ракеты «Вега» Европейское космическое агентство отправило аппарат LISA Pathfinder, в ходе полёта которого отрабатываются технологии для поиска гравитационных волн[63].
- 7 декабря — японский зонд «Акацуки» вышел на орбиту Венеры, через пять лет после неудачной первой попытки[64].
- 9 декабря — исследователи Квантовой лаборатории искусственного интеллекта Google и NASA объявили, что квантовый компьютер D-Wave действительно функционирует с использованием явлений квантовой суперпозиции и квантовой запутанности[65].
- 10 декабря 
  - на экспериментальном термоядерном реакторе Wendelstein 7-X получена тестовая плазма[66].
  - В России запущен первый промышленный реактор на быстрых нейтронах нового поколения БН-800 на 4-м энергоблоке Белоярской АЭС, позволяющий сжигать МОХ-топливо и утилизировать таким образом отработавшее ядерное топливо с тепловых ядерных реакторов[67].
- 22 декабря — американская частная компания SpaceX осуществила первое в истории управляемое приземление ракеты-носителя[68].
- 30 декабря — ИЮПАК официально признал открытие химических элементов №113, 115, 117 и 118[69].

## Награды

### Нобелевские премии
- Медицина и физиология — Уильям Кэмпбелл и Сатоси Омура — «За разработку нового метода лечения заболеваний, вызванных круглыми червями-паразитами», Ту Юю — «За вклад в создание терапии против малярии — заболевания, разносчиками которого являются комары рода Anopheles»[70].
- Физика — Такааки Кадзита и Артур Макдональд — «За открытие нейтринных осцилляций»[71].
- Химия — Томас Линдаль, Азиз Санджар, Пол Модрич — «За восстановление ДНК»[72].
- Литература — Светлана Алексиевич — «За её многогласное творчество — памятник страданию и мужеству нашего времени»[73].
- Премия мира — Квартет национального диалога в Тунисе — «За решающий вклад „квартета“ в строительство плюралистической демократии в Тунисе по итогам Жасминовой революции в 2011 году»[74].
- Экономика — Энгус Дитон — «За анализ потребления, бедности и благосостояния»[75].

### Премия Бальцана
- История европейского искусства (1300—1700): Ханс Бельтинг (Германия)
- Экономическая история: Джоэль Мокир (Израиль / США)
- Физика космических лучей: Френсис Халзен[нем.] (США)
- Океанография: Дэвид Майкл Карл[англ.] (США)

### Физика
- Премия Мильнера[76]:
  - Адам Рисс, Брайан Шмидт, Сол Перлмуттер — за самое неожиданное открытие — расширение Вселенной ускоряется, а не замедляется, как это было давно принято считать.
- Премия Пуанкаре[77]:
  - Алексей Михайлович Бородин, Томас Спенсер[англ.], Герберт Шпон[англ.].
- Золотая медаль имени И. Е. Тамма[78]
  - Михаил Андреевич Васильев — за цикл работ «Калибровочные теории высших спинов».

### Математика
- Абелевская премия
  - Джон Нэш (Массачусетский технологический институт) и Луис Ниренберг (Нью-Йоркский университет) — «за яркий и оригинальный вклад в теорию нелинейных дифференциальных уравнений в частных производных и её приложения к геометрическому анализу»[79].

- Премия за прорыв в математике
  - Лауреатом стал Ян Агол за вклад в низкоразмерную топологию[англ.] и геометрическую теорию групп, в том числе за работы по доказательству теоремы послушности[англ.], виртуальной гипотезы Хакена[англ.] и гипотезы о виртуальных расслоениях[англ.].
  - В номинации «Новые горизонты математики» премии получили Ларри Гут и Андре Аррожа Невиш[англ.][80]. Петер Шольце отказался от ещё одной премии в номинации «Новые горизонты математики»[81].

### Информатика
- Премия Кнута — Ласло Бабаи
- Премия Тьюринга — Уитфилд Диффи и Мартин Хеллман — «За фундаментальный вклад в криптографию»[82].

### Большая золотая медаль имени М. В. Ломоносова
- Леонид Вениаминович Келдыш
- Пол Коркум[83].

### Медицина
- Премия за прорыв в области медицины[84]:
  - Дженнифер Даудна, Эммануэль Шарпантье
  - Виктор Эмброс, Гэри Равкан
  - Чарльз Дэвид Эллис
  - Алим-Луи Бенаби
- Премия Альберта Ласкера за фундаментальные медицинские исследования[85]
  - Эвелин Виткин, Стивен Элледж

### Микробиология
- Медаль Левенгука
  - Крейг Вентер[86]

### Международная премия по биологии
- Осуми, Ёсинори — клеточная биология.

## Скончались
- 3 августа — Судзуко Тамура, японский лингвист, специалист по айнскому и баскскому языкам.
- 20 августа — Дмитрий Геннадьевич Матишов, российский учёный, доктор географических наук, член-корреспондент РАН.
- 16 ноября — Иван Юрьевич Чернов, российский учёный, эколог, почвовед, член-корреспондент РАН, профессор МГУ, доктор биологических наук.
- 23 ноября — Дуглас Норт, американский экономист, лауреат Нобелевской премии по экономике 1993 года.
- 30 декабря — Фриц Нестле[нем.], немецкий математик; сын Эрвина Нестле, внук Эберхарда Нестле [87]